# Challenge 4 da Change
《Challenge 4 Da Change》는 2006년 3월 2일에 발매된 키네틱플로우의 첫 번째 정규 음반이다.

## 곡목록
| #             | 제목                              | 재생 시간 |
| ------------- | --------------------------------- | --------- |
| 1.            | Imagine                           | 1:45      |
| 2.            | 몽환의 숲 (Feat. 이루마)          | 4:04      |
| 3.            | 헤어지던 밤 (Feat. 혜란)          | 4:25      |
| 4.            | Who Took Ma Crown (Feat. Illinit) | 3:54      |
| 5.            | SKIT #1                           | 2:29      |
| 6.            | Zoom In 2 Seoul City              | 4:52      |
| 7.            | 만우절 (滿雨節)                   | 4:06      |
| 8.            | 4월에서 8월까지 (With. AG)        | 5:00      |
| 9.            | SKIT #2                           | 2:26      |
| 10.           | Comics 2006                       | 3:45      |
| 11.           | 순수실조                          | 4:09      |
| 12.           | U Know Who? (Feat. MC Sniper)     | 3:53      |
| 13.           | Luv U MaMa                        | 4:28      |
| 14.           | Peace 4 Da Kidz (Feat. 배치기)    | 5:12      |
| 15.           | 生과 死 (생과 사)                 | 4:26      |
| 16.           | ULT & ME                          | 4:28      |
| 17.           | Outro                             | 1:38      |
| 총 재생 시간: | 총 재생 시간:                     | 1:05:00   |

## 평가
- Neo Music Communication IZM
  - 정성하 음악평론가："정말 기분 좋게 들은 국산 힙합 앨범이다. 진정한 힙합 마니아라면 적어도 한국의 랩에 대해서만은, 대충 흘려듣고 라임이 어떠네, 랩 스킬이 어떠네 하는 소리부터 하지 말고, 부클릿을 꺼내 읽으며 가사를 음미하며 들어야 할 것이다. 래퍼의 정체성과 진심은 들리는 랩 자체가 아닌 바로 가사에 담겨 있다."

## 특징
- 타이틀 곡은 《헤어지던 밤 (Feat. 혜란)》이다.
- 2번 트랙인 《몽환의 숲 (Feat. 이루마)》는 타이틀 곡보다 인기가 더 높다.[1]